# Тур'є-Бистрянська сільська рада
Тур'я-Бистрянська сільська рада — колишній орган місцевого самоврядування у колишньому Перечинському районі Закарпатської області з адміністративним центром у с. Тур'я Бистра. Сільській раді були підпорядковані такі села:
- с. Тур'я Бистра
- с. Свалявка

Рада складалася з 16 депутатів та голови.

## Керівний склад сільської ради
| ПІБ                       | Основні відомості                                                 | Дата обрання | Дата звільнення |
| ------------------------- | ----------------------------------------------------------------- | ------------ | --------------- |
| Шкріба Василь Миколайович | Сільський голова, 1963 року народження, освіта, безпартійний      | 26.03.2006   | 31.10.2010      |
| Шкріба Василь Миколайович | Сільський голова, 1963 року народження, освіта вища, безпартійний | 31.10.2010   |                 |

Примітка: таблиця складена за даними джерела

## Населення
Згідно з переписом УРСР 1989 року чисельність наявного населення сільської ради становила 1663 особи, з яких 816 чоловіків та 847 жінок.
За переписом населення України 2001 року в сільській раді мешкало 1609 осіб.

### Мова
Розподіл населення за рідною мовою за даними перепису 2001 року:
| Мова       | Відсоток |
| ---------- | -------- |
| українська | 99,07 %  |
| російська  | 0,50 %   |
| німецька   | 0,06 %   |
| інші       | 0,37 %   |